# Mednarodna veslaška zveza
Mednarodna veslaška zveza s kratico FISA (iz francoščine Fédération Internationale des Sociétés d'Aviron) je krovna veslaška organizacija.

## Zgodovina
FISA je bila ustanovljena leta 1892, ustanovili pa so jo predstavniki Francije, Švice, Belgije, Avstro-Ogrske in Italije. Ustanovljena je bila z namenom standardizacije pravil vse bolj popularnega veslaškega športa. Istega leta so bila prejeta prva pravila, ki so predpisovala dolžino prog, obliko in konstrukcijo čolnov, dicipline, ...
FISA ima od leta 1922 sedež v švicarski Lozani.
FISA je najstarejša mednnarodna športna organizacija, ki sodeluje na Olimpijskih igrah. Vsaka država članica sodeluje na kongresu organizacije preko predstavnika svoje veslaške zveze. Trenutno je v FISI 118 držav, med katerimi je tudi Slovenija, ki jo v njej zastopa Veslaška zveza Slovenije. 

## Tekmovanja
FISA vsako leto organizira več tekmovanj, njeni člani pa nastopajo tudi na poletnih Olimpijskih igrah.
Tekmovanja pod okriljem FISE:
- Svetovni pokal v veslanju: Začetek v letu 1997, sestavljen je iz treh regat.
- Svetovno prvenstvo v veslanju: Svetovno prvenstvo se izpelje vsako letim v olimpijskih letih pa so na sporedu samo neolimpijske discipline. V letu pred Olimpijado šteje Svetovno prvenstvo kot glavna kvalifikacijska tekma za OI.
- Svetovno mladinsko prvenstvo v veslanju: Prvič organizirano leta 1967, odvija pa se enkrat letno. Na njem lahko sodelujejo tekmovalci, ki v tistem letu dopolnijo 18 let in mlajši. V olimpijskem letu je prvenstvo organizirano v sklopu Svetovnega prvenstva za neolimpijske dicipline.
- Svetovno prvenstvo B seniorjev (Under 23): Prvič organizirano leta 1976. Sprva je bila ta regata namenjena tekmovalcem, ki so prestari za nastop na mladinskem prvenstvu, v letu organizacije pa lahko dopolnijo 23 let. (Kategorijo FISA klasificira kot Senior B). Regata je skozi leta menjala naziv. Sprva se je imenovala Pokal narodov, leta 2002 so jo poimenovali v Svetovna regata U23, leta 2005 pa Svetovno prvenstvo B seniorjev (Under 23).
- Svetovna regata veteranov (Masters): Tekmovanje za veslače nad 27. letom starosti. Ta regata edina vključuje t. i. mix posadke, v katerih je dovoljena kombinacija žensk in moških v enem čolnu.